# Mediterranea inopinata
Mediterranea inopinata (syn.: Oxychilus inopinatus und Vitrea inopinata), auf Deutsch auch Grab-Glanzschnecke, ist eine Landschnecke aus der Familie der Glanzschnecken (Oxychilidae); diese Familie gehört zur Unterordnung der Landlungenschnecken (Stylommatophora).

## Merkmale
Das kleine, rechtsgewundene Gehäuse ist flach-kegelig. Es hat eine Breite (Durchmesser) von 4 bis 6 mm, und eine Höhe von 2,0 bis 2,9 mm In der Seitenansicht erscheint das Gewinde mäßig erhaben. Es sind 4½ bis 5 Windungen vorhanden, die mäßig rasch zunehmen. Die Endwindung ist an der Mündung etwa doppelt so breit wie die vorherige Windung. Die Oberfläche ist nur flach gewölbt, die Naht ist flach. Die Unterseite ist flach, der Nabelbereich ist nur wenig eingetieft. Der Nabel ist offen, aber eng. Die Mündung ist, abgesehen vom Anschnitt der vorigen Windung leicht abgeflacht elliptisch. In der direkten Aufsicht erscheint sie durch den starken Anschnitt der vorigen Windung etwas schief-halbmondförmig. Der Mündungsrand ist bis auf den Spindelrand gerade und zugespitzt. Im Bereich des Spindelrandes ist er kurz umgeschlagen und gelegentlich auch etwas verdickt.
Die Schale ist gelblich weiß bis bernsteinfarben und durchscheinend. Die Unterseite ist opak. Die stark glänzende Oberfläche weist sehr feine und unregelmäßige Anwachsstreifen auf. Der Weichkörper ist gelblich weiß. Die Fußsohle ist ungeteilt. Der mittlere Teil ist jedoch etwas erhöht und anders gefärbt. Die Augen sind rudimentär, nur mit einem schwachen dunklen Fleck am Top der Augenträger. Der Mantel bildet auf der rechten Seite einen kleinen, zungenförmigen Mantellappen aus, der sich über die Schale legt. Die Radula hat 24 bis 28 Elemente pro Querreihe. Es sind 39 bis 42 Querreihen vorhanden.
Im männlichen Teil des Genitalapparates ist der Samenleiter (Vas deferens) mäßig lang. Er ist mit ein paar Gewebesträngen am oberen Rand der Penishülle angeheftet. Der Samenleiter dringt apikal in den kurzen und dünnen Epiphallus ein. Der Epiphallus endet subapikal in einen knotigen Verdickung des Penis. Der Penis besitzt apikal einen kurzen, spitz auslaufenden Blindsack, an dem der Penisretraktormuskel ansetzt. Der Penis ist relativ lang und dick; er nimmt unterhalb der knotenförmigen Verdickung nur langsam im Durchmesser ab. Die untere Hälfte ist von einer Gewebehülle umschlossen. Der Epiphallus nimmt weniger als die Hälfte der Penislänge ein. Im weiblichen Teil ist der freie Eileiter (Ovidukt) kurz und dick, etwa gleich lang und ebenso dick wie die Vagina. Die perivaginale Drüse umschließt den unteren Teil des freien Eileiters bis zum Stiel der Spermathek (nicht die Vagina!). Der Stiel der Spermathek ist kurz und dick, die Blase länglich. Der Stiel ist kaum länger als die Blase, die gerade die Basis des Eisamenleiters (Spermovidukt) erreicht.

## Ähnliche Arten
Das Gehäuse von Mediterranea inopinata ähnelt stark dem der Enggenabelten Kristallschnecke (Vitrea subrimata); sie wurde früher auch zur Gattung Vitrea Fitzinger, 1833 gestellt. Sie hat aber breitere Windungen und wird im Adultstadium auch etwas größer. Die Flache Glanzschnecke (Mediterranea depressa) ist deutlich größer. Das Gehäuse von Mediterranea hydatina hat ein höheres Gewinde und ist etwas weiter genabelt.

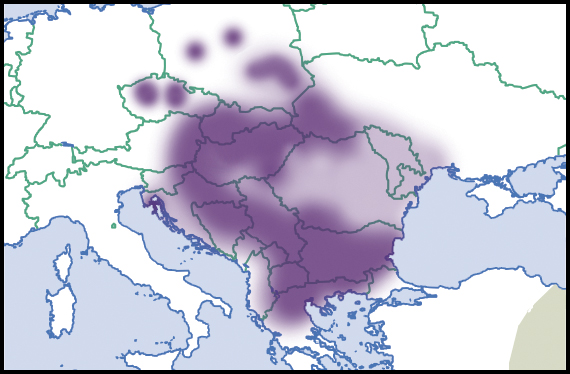
Verbreitung der Art in Europa (nach Welter-Schultes, 2012)

## Geographische Verbreitung und Lebensraum
Das Verbreitungsgebiet erstreckt sich von Nordgriechenland über fast den gesamten Balkan bis nach Ungarn, Rumänien, ins östliche Österreich, Tschechien, Slowakei, Südpolen, die Westukraine und Moldawien. Einige isolierte Vorkommen gibt es auch in Zentralpolen. Ein Vorkommen in Sachsen konnte bisher nicht anatomisch bestätigt werden. Möglicherweise liegt auch eine Fehlbestimmung vor. In Südbulgarien kommt die Art meist zwischen 100 und 400 m über Meereshöhe vor, sie steigt aber vereinzelt bis auf 2000 m an.
Die Tiere leben unterirdisch in der Humusschicht, unter Steinen oder am Fuße sonnenexponierter Felsen, an trockenen und warmen Hängen mit Laubwäldern, aber auch Kiefernwäldern. Sie kommt aber auch im Kulturland vor. Sie erträgt auch längere Trockenheit und größere Temperaturschwankungen.

## Lebensweise
Die Art ist nicht fleischfressend wie viele nahe verwandte Arten, sondern ernährt sich von verrottenden Pflanzenteilen. Durch die unterirdische Lebensweise sind die Augen stark reduziert.

## Taxonomie
Das Taxon wurde 1887 von Josef Uličný als Hyalina inopinata aufgestellt, eine gleichzeitig zur Publikation eingereichte ausführlichere Beschreibung als neue Art von ihm wurde erst 1888 gedruckt. Hyalina opinata Clessin, 1887 ist ein jüngeres Synonym von Hyalina inopinata  Uličný, 1887. Die Art wurde noch 1957 von Adolf Riedel zur Gattung Vitrea Fitzinger, 1833 gestellt. 1959 transferierte er das Taxon zur Gattung Oxychilus Fitzinger, 1833. 1969 stellte er die Art zur Untergattung Oxychilus (Riedelius) Hudec, 1961. Die Untergattung Oxychilus (Riedelius) Hudec, 1961 ist ein jüngeres Synonym von Mediterranea Clessin 1880. Welter-Schultes verwarf die Untergattungsgliederung von Oxychilus und führt daher alle Arten der Untergattungen unter Oxychilus auf.
In den neueren Systematiken wird die Art nun zur Gattung Mediterranea Clessin, 1880 gestellt, und diese als eigenständige Gattung aufgefasst.

## Gefährdung
Nach der Einschätzung der IUCN ist die Art nicht gefährdet.